# Baby Ranks
David Luciano Acosta, beter bekend als Baby Ranks, is een Puerto Ricaans reggaetonartiest.
Acosta begon zijn carrière in 1994 in de undergroundscene. Hij verwierf bekendheid met Mas Flow 2, een album dat hij samen met Luny Tunes maakte. Het album was onderdeel van de grote doorbraak van reggaeton midden jaren 2000. Hierop stond onder andere de hit Mayor Que Yo, een nummer samen met Daddy Yankee, Tony Tun Tun, Wisin y Yandel en Hector "El Father". In 2008 kwam zijn eerste soloalbum uit: Mi Flow: This is it.

## Discografie
- 2005: Mas Flow 2 (met Luny Tunes)
- 2008: Mi Flow: This is it